# Campionati europei di sollevamento pesi 1956
I Campionati europei di sollevamento pesi 1956, 38ª edizione della manifestazione, si svolsero a Helsinki dal 27 al 30 giugno. Furono i primi campionati europei ad essere organizzati separatamente dai giochi olimpici estivi, che in quell'anno si svolsero a Melbourne, in Australia.

## Formula
La formula prevedeva tre serie di sollevamenti:
- sollevamento a distensione a due mani;
- sollevamento a strappo a due mani;
- sollevamento a slancio a due mani.

## Titoli in palio
| Categoria            | Eventi         | Atleti |
| -------------------- | -------------- | ------ |
| Pesi gallo           | Fino a 56 kg   | 12     |
| Pesi piuma           | Fino a 60 kg   | 7      |
| Pesi leggeri         | Fino a 67.5 kg | 11     |
| Pesi medi            | Fino a 75 kg   | 7      |
| Pesi massimi leggeri | Fino a 82.5 kg | 9      |
| Pesi mediomassimi    | Fino a 90 kg   | 14     |
| Pesi massimi         | Oltre i 90 kg  | 9      |

## Nazioni partecipanti
Ai campionati parteciparono 69 atleti rappresentanti di 14 nazioni. Otto di queste entrarono nel medagliere. Tra parentesi i partecipanti per nazione.
- Austria (4)
- Bulgaria (6)
- Cecoslovacchia (6)
- Danimarca (1)
- Finlandia (6)
- Francia (4)
- Germania (7)[4]
- Italia (7)
- Polonia (7)
- Regno Unito (2)
- Romania (3)
- Svezia (7)
- Ungheria (2)
- Unione Sovietica (7)

## Risultati
| Evento       | Oro               | Oro   | Argento              | Argento | Bronzo            | Bronzo |
| ------------ | ----------------- | ----- | -------------------- | ------- | ----------------- | ------ |
| 56 kg.       | Vladimir Stogov   | 325,0 | Stojan Georgiev      | 287,5   | Karel Saitl       | 282,5  |
| 60 kg.       | Rafaėl' Čimiškjan | 340,0 | Sebastiano Mannironi | 325,0   | Marian Zieliński  | 325,0  |
| 67,5 kg.     | Nikolaj Kostylev  | 377,5 | Josef Tauchner       | 357,5   | Luciano De Genova | 347,5  |
| 75 kg.       | Ihor Rybak        | 382,5 | Krzysztof Beck       | 375,0   | Jan Bochenek      | 362,5  |
| 82,5 kg.     | Trofim Lomakin    | 420,0 | Václav Pšenička Jr.  | 400,0   | Günter Siebert    | 387,5  |
| 90 kg.       | Jean Debuf        | 427,5 | Fëdor Osypa          | 427,5   | Ivan Veselinov    | 417,5  |
| Oltre 90 kg. | Aleksej Medvedev  | 465,0 | Alberto Pigaiani     | 432,5   | Franz Hölbl       | 430,0  |

## Medagliere
| Posiz. | Nazione          | Oro | Argento | Bronzo | Totale |
| ------ | ---------------- | --- | ------- | ------ | ------ |
| 1      | Unione Sovietica | 6   | 1       | 0      | 7      |
| 2      | Francia          | 1   | 0       | 0      | 1      |
| 3      | Italia           | 0   | 2       | 1      | 3      |
| 4      | Polonia          | 0   | 1       | 2      | 3      |
| 5      | Austria          | 0   | 1       | 1      | 2      |
| 5      | Bulgaria         | 0   | 1       | 1      | 2      |
| 5      | Cecoslovacchia   | 0   | 1       | 1      | 2      |
| 8      | Germania         | 0   | 0       | 1      | 1      |
| Totale | Totale           | 7   | 7       | 7      | 21     |

## Classifica a squadre
Il sistema di punteggio è basato sui punti distribuiti per l'esercizio totale in base allo schema adottato nel 1948:
| Pos. | Squadra          | Punti |
| ---- | ---------------- | ----- |
| 1    | Unione Sovietica | 33    |
| 2    | Italia           | 7     |
| 3    | Francia          | 5     |
| 4    | Polonia          | 5     |
| 5    | Austria          | 4     |
| 6    | Bulgaria         | 4     |
| 7    | Cecoslovacchia   | 4     |
| 8    | Germania         | 1     |